# Anacamptis van-lookenii
Anacamptis van-lookenii là một loài thực vật có hoa trong họ Lan. Loài này được (C.Bernard & G.Fabre) H.Kretzschmar, Eccarius & H.Dietr. mô tả khoa học đầu tiên năm 2007.